# Odo de Bayeux
Odo de Bayeux (1035?–1097) normann főúr, Normandiai Vilmos féltestvére; Bayeux püspöke és Kent grófja. Vilmos uralkodásának nagy része alatt az ország második embere.

## Származása

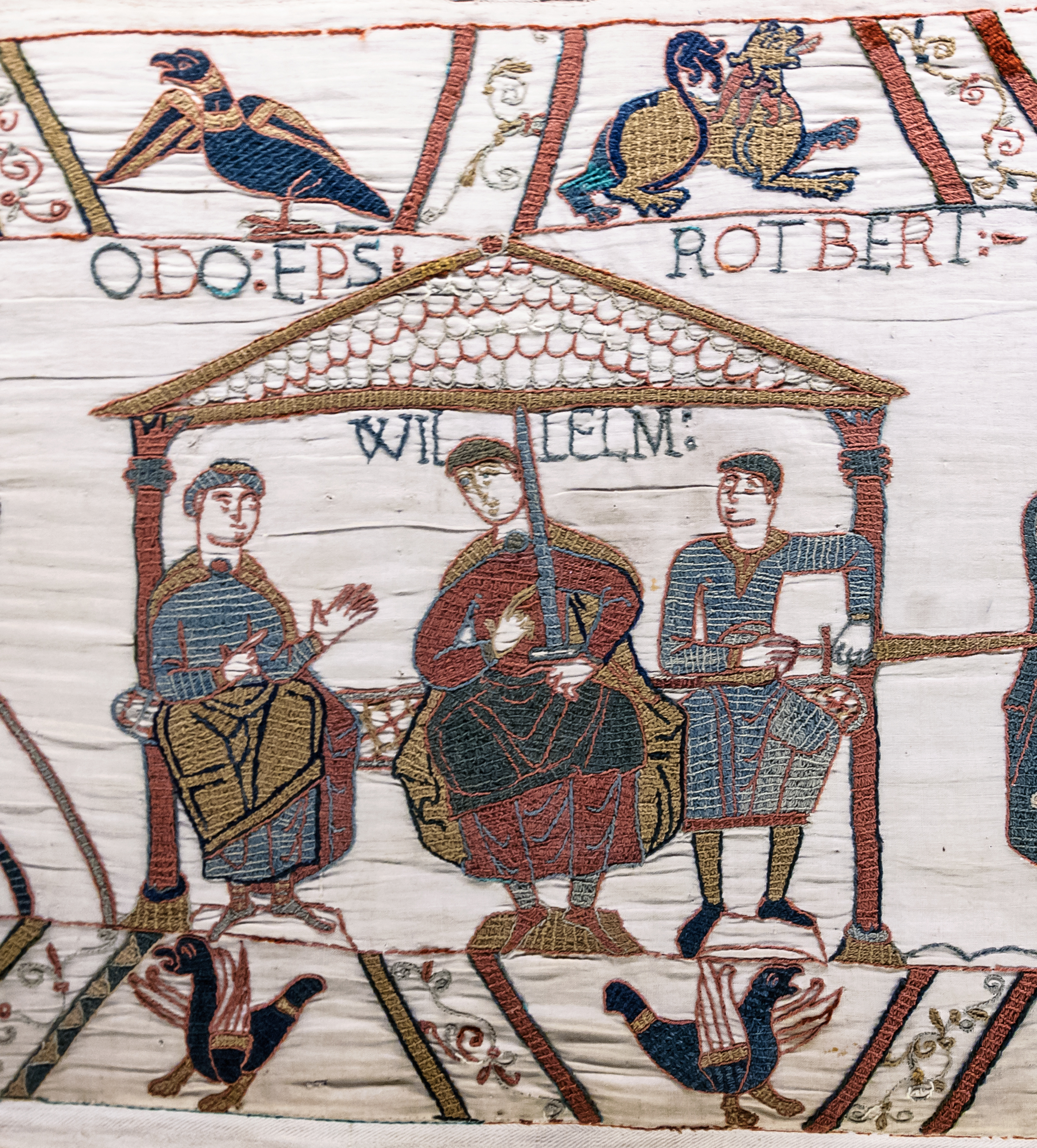
A három fivér: Odo, Vilmos és Róbert

Odo Herluin de Conteville és felesége, Herleva fia volt. Herleva korábban I. Róbert normandiai herceg szeretője volt és fiút szült neki, Vilmost. Odónak született egy öccse is, Robert de Mortain. Odo születése ideje bizonytalan, egyes történészek 1035 körülre teszik. Vilmos 1049-ben Bayeux püspökévé nevezte ki, vagyis lehetséges, hogy inkább 1030 körül jött a világra, így kinevezése idején nem 14, hanem 19 év körül volt.

## Anglia normann meghódítása
Odót pappá szentelték, de ez nem akadályozta abban, hogy hadvezérként és politikusként is tevékenykedjen. Féltestvére, Vilmos herceg kipróbált híve volt. Amikor Vilmos 1066-ban inváziót tervezett Anglia ellen, hogy megszerezze a trónját, Odo hajókat hajtott fel a számára és részt vett a döntő hastingsi csatában. Feltehetően ő készíttette a saját székesegyháza számára az inváziót dokumentáló bayeux-i kárpitot. Odo a kárpiton hangsúlyozottan nem ont vért, hanem csak hátulról biztatja a katonákat; ábrázolásának felirata: Hic Odo Eps (Episcopus) Baculu(m) Tenens Confortat Pueros ("itt Odo püspök bottal - jogarral? - biztatja a fiúkat"). Egyes feltételezések szerint papi személyként nem foghatott kardot, azért van bot a kezében, de egyhelyütt maga Vilmos is bottal van ábrázolva, vagyis inkább a hadvezéri pálca szerepét tölthette be. 

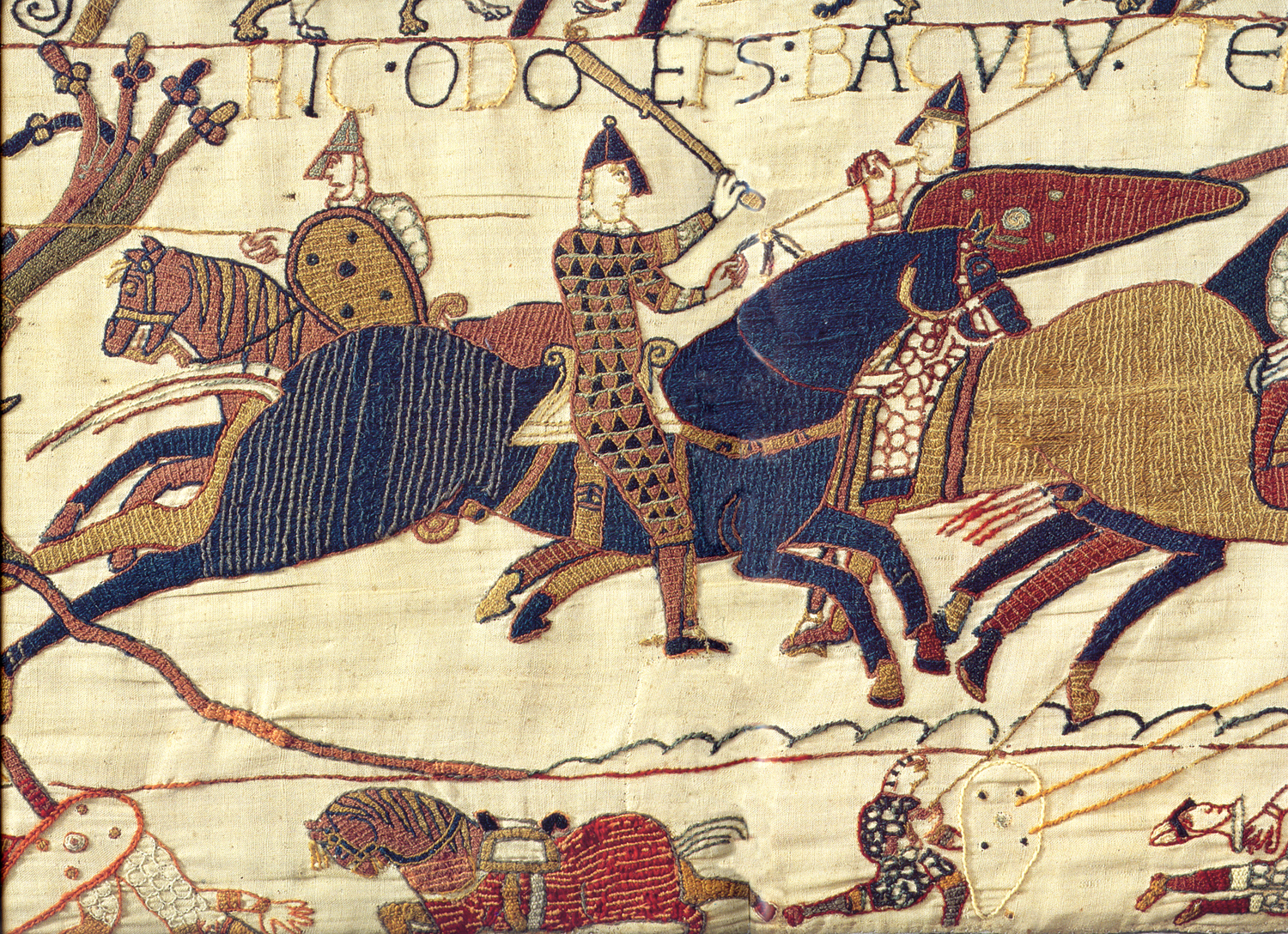
Odo a bayeux-i kárpiton (középen, fekete lovon)

1067-ben a királlyá koronázott Vilmos Kent grófjává (earljévé) nevezte ki Odót, aki ezután sok éven át bizalmasa és jobbkeze volt. Vilmos gyakran elhagyta Angliát, hogy normandiai ügyeit intézze; ilyenkor feleségét vagy Odót bízta meg, hogy a nevében kormányozzák az országot, vagyis gyakorlatilag a régens szerepét játszotta. Az angolszász arisztokrácia lázadásakor Odo vezette a király seregét. Egyes esetekben Normandiába is elkísérte Vilmost.
Odo hatalmas birtokok fölött rendelkezett; a király után ő volt a legnagyobb földesúr Angliában. Huszonhárom grófságban voltak birtokai, döntően délkeleten és keleten. Egyes krónikások szerint vagyona gyarapítására nem vetette meg a rablást és zsarolást. Normandiában 1059-ben ő alapította a troarni apátságot. Újjáépíttette a bayeux-i Notre-Dame-székesegyházat, Bayeux-ban iskolát alapított és számos fiatal, tehetséges pap taníttatását támogatta. Lehetséges hogy támogatta a Roland-ének korai változatának létrejöttét.

## Bukása
1076-ban Odót bíróság elé idézték. Azzal vádolták, hogy elsikkasztotta a koronának és Lanfranc canterburyi érseknek járó adót. A háromnapos tárgyalás után néhány birtokát elkobozták.
1082-ben váratlanul kegyvesztetté vált. Vilmos fogságba vettette, mert a tudta nélkül megpróbálta a király hűbéreseit rábeszélni egy dél-itáliai hadjáratra. A középkori krónikások szerint pápa akart lenni, ezért támadta volna hátba az invesztitúraharcokban lekötött VII. Gergely pápát; a mai történészek ezt vitatják. Odo mindenesetre öt évet fogságban töltött, grófi címétől és birtokaitól megfosztva. Püspöki címe megmaradt.
Öccse, Robert de Mortain 1087-ben meggyőzte a haldokló Vilmost, hogy eressze szabadon Odót. A király halála után Odo visszatért Angliába. Vilmos idősebb fia, Róbert Normandiát örökölte, Anglia új királya pedig a fiatalabb fiú, II. Vilmos lett. A fivérek összevesztek az örökségen, a püspök pedig Róbert pártjára állt. 1088-as lázadása elbukott, de a II. Vilmos megengedte, hogy elhagyja Angliát. Ezután Róbertet szolgálta Normandiában. Urával együtt csatlakozott az első keresztes hadjárathoz, de 1097 januárjában vagy februárjában, útközben Palermóban meghalt.

## Fordítás
- Ez a szócikk részben vagy egészben  az   Odo of Bayeux című angol Wikipédia-szócikk ezen változatának fordításán alapul.  Az eredeti cikk szerkesztőit annak laptörténete sorolja fel. Ez a jelzés csupán a megfogalmazás eredetét és a szerzői jogokat jelzi, nem szolgál a cikkben szereplő információk forrásmegjelöléseként.